# 平行軸の定理
平行軸の定理（ホイヘンス–スタイナーの定理もしくは単にスタイナーの定理とも言われる。クリスティアーン・ホイヘンスとヤコブ・スタイナーに由来）とは、剛体の重心を通る回転軸周りの慣性モーメントが与えられたとき、その軸と平行な任意の軸周りの慣性モーメントや断面二次モーメントを求める定理である。

## 質量慣性モーメント

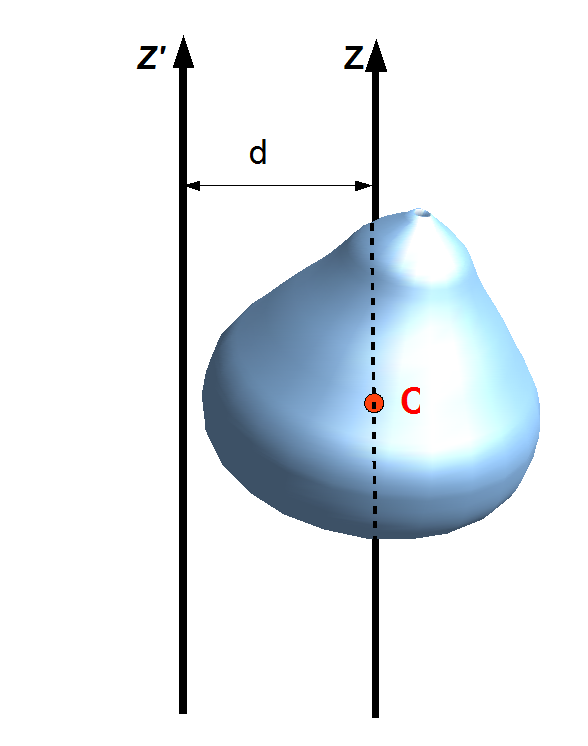
ある軸周りの質量慣性モーメントは、重心を通る平行軸周りの質量慣性モーメントから求めることができる。

質量 m の物体がその重心を通る軸 z を中心に回転するようになっているとする。物体はこの軸に対して慣性モーメント Icm を持つ。平行軸の定理は、軸 z に平行でそこから垂直方向に d だけ動かした新たな軸 z′ を中心にして物体を回転させると、この軸 z′ に対する慣性モーメント I は
{\displaystyle I=I_{\mathrm {cm} }+md^{2}}
となることを述べている。
平行軸の定理をストレッチ則と垂直軸の定理に適用することで、様々な形の慣性モーメントを求めることができる。

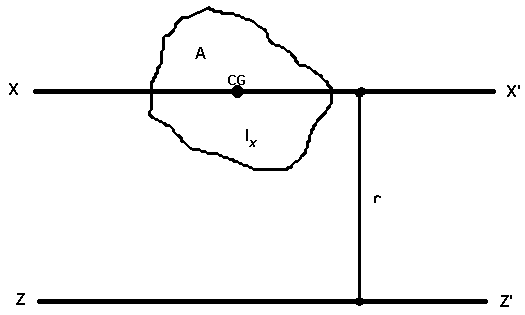
断面慣性モーメントに対する平行軸の定理

### 導出
一般性を失うことなく、デカルト座標系において重心は原点にあり、重心を通る回転軸は z 軸に一致し、それと平行な新しい回転軸 z′ は x 軸に沿って d 離れていると仮定する。z 軸に対する慣性モーメントは
{\displaystyle I_{\mathrm {cm} }=\int (x^{2}+y^{2})\,dm}
で、軸 z′ に対する慣性モーメントは
{\displaystyle I=\int \left[(x+d)^{2}+y^{2}\right]\,dm}
で求められる。かっこを展開すると
{\displaystyle I=\int (x^{2}+y^{2})\,dm+d^{2}\int dm+2d\int x\,dm}
となる。1番目の項は Icm であり、2番目の項は md2 となる。最後の項の積分は重心が原点にあるため 0 である。したがって平行軸の定理が導かれる。
{\displaystyle I=I_{\mathrm {cm} }+md^{2}.}

### テンソルによる一般化
平行軸の定理は慣性テンソルを用いることで一般化することができる。重心を基準とした物体の慣性テンソルを Iij とする。すると、新しい点に関して計算される慣性テンソル Jij は
{\displaystyle J_{ij}=I_{ij}+m\left(|\mathbf {R} |^{2}\delta _{ij}-R_{i}R_{j}\right)}
となる。ここで {\displaystyle \mathbf {R} =R_{1}\mathbf {\hat {x}} +R_{2}\mathbf {\hat {y}} +R_{3}\mathbf {\hat {z}} \!} は重心から新たな点までの変位ベクトル、δij  はクロネッカーのデルタである。
対角要素（すなわちi = jの要素）に対して、回転軸と変位ベクトルが垂直であれば、上記の単純化した平行軸の定理が得られる。
一般化された平行軸の定理は、次のように座標系によらない形で表すことができる。
{\displaystyle \mathbf {J} =\mathbf {I} +m\left[\left(\mathbf {R} \cdot \mathbf {R} \right)\mathbf {E} _{3}-\mathbf {R} \otimes \mathbf {R} \right].}
ここでE3は3 × 3の単位行列、{\displaystyle \otimes }は直積である。
さらに一般化すると基準軸の組 x, y, z が重心を通るか否かに関係なく、これらに平行な任意の直交軸の組 x′, y′, z′ についての慣性テンソルが得られる。

## 面積慣性モーメント
平行軸の定理は平面領域 D の断面二次モーメント（面積慣性モーメント）にも適用される。
{\displaystyle I_{z}=I_{x}+Ar^{2},}
ここで Iz は平行軸に対する D の面積慣性モーメント、Ix は幾何中心に対する D の面積慣性モーメント、A は平面領域 D の面積、r は新たな軸 z から D の幾何中心までの距離である。
D の幾何中心は、均一な密度で同じ形状を有する物理的なプレートの重心と一致する。

## 平面力学に対する極慣性モーメント

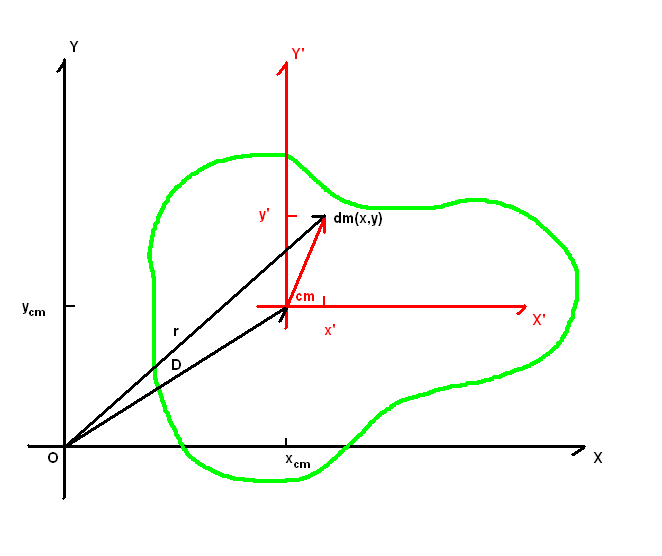
ある点の周りの物体の極慣性モーメントは、質量中心の周りの極慣性モーメントから決定できる。

平面と平行に動く剛体の質量特性は、平面上にある剛体の質量中心 R = (x, y) と、R を通りこの平面に垂直な軸周りの極慣性モーメント  IR によって定義される。平行軸の定理は任意の点 S の周りの慣性モーメント IS と質量中心 R を中心とする慣性モーメント IR の間に便利な関係を与える。
質量中心 R には
{\displaystyle \int _{V}\rho (\mathbf {r} )(\mathbf {r} -\mathbf {R} )\,dV=0}
という性質がある。ここで r は物体の体積 V にわたって積分される。平面運動をしている物体の極慣性モーメントは、任意の基準点 S に対して計算することができる。
{\displaystyle I_{S}=\int _{V}\rho (\mathbf {r} )(\mathbf {r} -\mathbf {S} )\cdot (\mathbf {r} -\mathbf {S} )\,dV.}
慣性モーメント IR を用いて慣性モーメント IS を求めるために、S から質量中心 R へのベクトル d = R−S を導入すると、
{\displaystyle {\begin{aligned}I_{S}&=\int _{V}\rho (\mathbf {r} )(\mathbf {r} -\mathbf {R} +\mathbf {d} )\cdot (\mathbf {r} -\mathbf {R} +\mathbf {d} )\,dV\\&=\int _{V}\rho (\mathbf {r} )(\mathbf {r} -\mathbf {R} )\cdot (\mathbf {r} -\mathbf {R} )dV+2\mathbf {d} \cdot \left(\int _{V}\rho (\mathbf {r} )(\mathbf {r} -\mathbf {R} )\,dV\right)+\left(\int _{V}\rho (\mathbf {r} )\,dV\right)\mathbf {d} \cdot \mathbf {d} \end{aligned}}}
となる。最初の項は IR、2番目の項は質量中心の定義により0、最後の項は物体に総質量 M にベクトル d の大きさの2乗をかけたものである。したがって
{\displaystyle I_{S}=I_{R}+Md^{2}}
となる。これは平行軸の定理として知られているものである。

## 慣性モーメント行列
剛体粒子系の慣性行列は、基準点の選び方に依存する。質量中心 R に対する慣性行列と他の点 S に対する慣性行列との間には有用な関係があり、この関係は平行軸の定理と呼ばれる。
次の式
{\displaystyle [I_{S}]=-\sum _{i=1}^{n}m_{i}[r_{i}-S][r_{i}-S],}
で与えられる、基準点 S に対して測定された剛体粒子系の慣性行列 [IS] を考える。ここで ri は粒子 Pi の位置を表す（i = 1, ..., n）。[ri − S] はクロス積を表現するための歪対称行列であり、任意のベクトル y に対して
{\displaystyle [r_{i}-S]\mathbf {y} =(\mathbf {r} _{i}-\mathbf {S} )\times \mathbf {y} }
となる。
R を剛体系の質量中心とすると
{\displaystyle \mathbf {R} =(\mathbf {R} -\mathbf {S} )+\mathbf {S} =\mathbf {d} +\mathbf {S} }
である。ここで d は基準点 S から質量中心 R へのベクトルである。慣性行列を計算するには、次の式を使用する。
{\displaystyle [I_{S}]=-\sum _{i=1}^{n}m_{i}[r_{i}-R+d][r_{i}-R+d].}
この式を展開すると
{\displaystyle [I_{S}]=\left(-\sum _{i=1}^{n}m_{i}[r_{i}-R][r_{i}-R]\right)+\left(-\sum _{i=1}^{n}m_{i}[r_{i}-R]\right)[d]+[d]\left(-\sum _{i=1}^{n}m_{i}[r_{i}-R]\right)+\left(-\sum _{i=1}^{n}m_{i}\right)[d][d]}
が得られる。最初の項は質量中心に対する慣性行列 [IR] である。第2項、第3項は質量中心 R の定義により0となる。つまり
{\displaystyle \sum _{i=1}^{n}m_{i}(\mathbf {r} _{i}-\mathbf {R} )=0}
である。最後の項は系の総質量 M に d から作られる歪対称行列 [d] の2乗をかけたものである。
結果、平行軸の定理は
{\displaystyle [I_{S}]=[I_{R}]-M[d]^{2}}
となる。

### 歪対称行列に対する恒等式
歪対称行列を用いた平行軸の定理の定式化とテンソルによる定式化を比較するためには、以下の恒等式が有用である。
位置ベクトル R = (x, y, z) に関連する歪対称行列を [R] とおくと、慣性行列に現れる積は
{\displaystyle -[R][R]=-{\begin{bmatrix}0&-z&y\\z&0&-x\\-y&x&0\end{bmatrix}}^{2}={\begin{bmatrix}y^{2}+z^{2}&-xy&-xz\\-yx&x^{2}+z^{2}&-yz\\-zx&-zy&x^{2}+y^{2}\end{bmatrix}}}
となる。この積は、直積 [R RT] により形成される行列を使用し、次の恒等式を使って計算できる。
{\displaystyle -[R]^{2}=|\mathbf {R} |^{2}[E_{3}]-[\mathbf {R} \mathbf {R} ^{T}]={\begin{bmatrix}x^{2}+y^{2}+z^{2}&0&0\\0&x^{2}+y^{2}+z^{2}&0\\0&0&x^{2}+y^{2}+z^{2}\end{bmatrix}}-{\begin{bmatrix}x^{2}&xy&xz\\yx&y^{2}&yz\\zx&zy&z^{2}\end{bmatrix}}}
ここで [E3] は3 × 3単位行列である。
また、
{\displaystyle |\mathbf {R} |^{2}=\mathbf {R} \cdot \mathbf {R} =\operatorname {tr} [\mathbf {R} \mathbf {R} ^{T}]}
である。trはトレースであり、直積行列の対角要素の和を表す。